# بيل هندرسون (روائي)
بيل هندرسون (بالإنجليزية: Bill Henderson)‏ (1943، تشارلوت في الولايات المتحدة)؛ روائي أمريكي. درس في كلية أوبرلين.